# Nyctemera onetha
Nyctemera onetha är en fjärilsart som beskrevs av Swinhoe 1901. Nyctemera onetha ingår i släktet Nyctemera och familjen björnspinnare. Inga underarter finns listade i Catalogue of Life.